# XXIV Corps (Vereinigte Staaten)

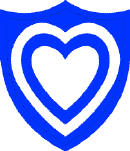
Schulterabzeichen des XXIV. Korps

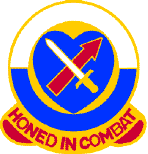
Wappen der Einheit mit dem Motto „Honed in Combat“ (Geschliffen im Kampf)

XXIV Corps (24. Korps) war die Bezeichnung für zwei Großverbände der US Army, die im Pazifikkrieg beziehungsweise im Vietnamkrieg eingesetzt wurden.
Ein gleichnamiges Korps existierte zuvor bereits kurzzeitig im Amerikanischen Bürgerkrieg, steht aber in keinem Zusammenhang mit den späteren Verbänden.

## Zweiter Weltkrieg
Das Korps wurde während des Zweiten Weltkrieges am 8. April 1944 in Fort Shafter (Hawaii) aufgestellt. Es bestand zunächst aus der 7. und 96. Infanteriedivision, Ende 1944 kam noch die 77. und Anfang 1945 schließlich die 27. Division hinzu.
Als Teil der 6. Armee nahm das Korps von Oktober bis Dezember 1944 an der Schlacht um Leyte teil. Ab April 1945 kämpfte der Großverband als Teil der 10. Armee auf Okinawa.
Nach der Kapitulation Japans besetzte das Korps Korea und verblieb die folgenden Jahre hier als Teil der Besatzungstruppen. Im Januar 1949 wurde das Korps inaktiviert und im Jahr darauf formal der Reserve zugeteilt.
Kommandeure:
- Major General John R. Hodge (1944–August 1948)
- Major General John B. Coulter (1948/49)

## Vietnamkrieg
Neu aufgestellt beziehungsweise reaktiviert wurde das Korps 1968 während der heißesten Phase des Vietnamkrieges: Zur Abwehr der Tet-Offensive, Unterstützung der Rückeroberung von Huế und Verteidigung von Khe Sanh richtete die US-Militärführung in Vietnam (MACV) am 9. Februar 1968 in Phú Bài bei Huế den MACV Forward Command Post ein. Der nördlichste Teil Südvietnams bildete die erste taktische Zone und war eigentlich Einsatzgebiet der III Marine Amphibious Force des Marine Corps. Die Marines waren aber durch die zeitgleich stattfindenden feindlichen Großoffensiven am Rand ihrer Kräfte, weshalb zusätzlich größere Army-Verbände in den Norden verlegt wurden. MACV Forward sollte als teilstreitkraftübergreifendes Kommando unter Führung der Army den Oberbefehl über alle US-Kampfverbände im Norden übernehmen und so die amerikanische Gegenoffensive koordinieren.
Bereits am 10. März ging aus MACV Forward das Provisional Corps, Vietnam hervor, aus dem wiederum am 15. August das XXIV Corps geschaffen wurde. Im Gegensatz zu MACV Forward handelte es sich bei dem Korps um einen reinen Army-Verband, der (trotz gleicher Größe) der Marine Amphibious Force unterstellt wurde. Die Bezeichnung „XXIV Corps“ wurde gewählt, weil bereits im Pazifikkrieg das gleichnamige Korps zusammen mit den Marines gekämpft hatte. Da die übrigen US-Korps in Vietnam die Bezeichnung Field Force trugen, um Verwechslungen mit den südvietnamesischen ARVN-Korps zu vermeiden, handelte es sich um das einzige US-Korps in Vietnam, dass auch so genannt wurde.
Nach dem Zurückschlagen der Tet-Offensive und der erfolgreichen, aber strategisch sinnlosen Verteidigung von Khe Sanh führten die III Marine Amphibious Force und das XXIV. Korps 1969 und 1970 mehrere Großoffensiven im A-Shau-Tal an der laotischen Grenze durch, wo ein Hauptweg des Ho-Chi-Minh-Pfades Südvietnam erreichte; darunter die Operationen Dewey Canyon, Apache Snow und Texas Star. Das Ziel, die Truppentransporte und Waffenlieferungen zu unterbinden, konnte aber trotz hoher US-Verluste nicht erreicht werden.
Da zwei gleichrangige Großverbände in einer Region die Befehlsstruktur nur unnötig verkomplizierten und zusätzlichen bürokratischen Aufwand bedeuteten, wurde von der MACV-Führung schließlich beschlossen, die III Marine Amphibious Force aus Vietnam abzuziehen und dem bisher untergeordneten XXIV. Korps den Oberbefehl über die erste taktische Zone zu übertragen. Am 9. März 1970 zog das Korps daher von Phú Bài ins bisherige Hauptquartier der Marines in Đà Nẵng um und übernahm den Oberbefehl über alle US-Landeinheiten in der nördlichen Zone. Da auf die Marines aber zunächst nicht verzichtet werden konnte, verblieb die III Marine Amphibious Force noch über ein Jahr vor Ort (bis April 1971); faktisch hatten also das Army-Korps und die Marine-Force lediglich die Plätze in der Befehlsfolge getauscht.
Bis Anfang 1972 waren schließlich als Folge von Nixons Vietnamisierungs-Konzept die meisten amerikanischen Soldaten aus Vietnam abgezogen worden. Zwischen März und Juni 1972 wurde das XXIV. Korps von einem Kampfverband zum First Regional Assistance Command (FRAC) mit primär beratender Funktion umgebaut. Am 30. Juni 1972 wurde das Korps formal im kalifornischen Oakland inaktiviert. Die wenigen in Vietnam verbliebenen Kampfeinheiten des Korps wurden nun als US Army Forces, Military Region 1 bezeichnet. Das First Regional Assistance Command wurde nach dem Pariser Friedensabkommen im März 1973 aufgelöst.

### Organisation
Dem Großverband waren während des Kriegsverlaufs die folgenden Einheiten unterstellt:
- Americal-Division (23. Infanteriedivision):
Die Americal-Division, ursprünglich Task Force Oregon, wurde in Vietnam aus mehreren Infanteriebrigaden geschaffen. Sie war bereits seit April 1967 im Norden in der ersten Zone im Einsatz um die Marines zu entlasten; ihr Hauptquartier befand sich in Chu Lai.[8]
- 3. Brigade der 82. Luftlandedivision:
 Diese Luftlandebrigade war von Februar bis September 1968 im Norden im Einsatz; das Hauptquartier war bei der Korpsführung in Phú Bài. Anschließend wurde der Verband nach Saigon verlagert.[9]
- 1. Kavalleriedivision (luftbeweglich):
 Die Kavalleriedivision war ein luftbeweglicher Infanterieverband („Luftkavallerie“) und als solcher als „Feuerwehr“ immer dort im Einsatz, wo die Lage besonders kritisch erschien. Im Kommandobereich des XXIV. Korps war sie von Februar bis Oktober 1968 stationiert und nahm an allen großen Schlachten in der Region teil, wobei nicht die gesamte Division in den Norden verlagert wurden, sondern Elemente in der zweiten Zone im zentralen Hochland verblieben.[10]
- 101. Luftlandedivision (luftbeweglich):
 Die 101. Division enthielt trotz ihres Namens ab August 1968 keine Fallschirmjäger mehr, sondern wie die 1. Kavalleriedivision luftbewegliche Infanterie. Von Februar 1968 bis zum US-Abzug Anfang 1972 verblieb sie größtenteils unter dem Kommando des XXIV. Korps.[11]
- 1. Brigade der 5. Infanteriedivision (mech.):
 Diese Brigade war von Juli 1968 bis August 1971 in Vietnam im Einsatz und war in Quảng Trị stationiert. 1971 leistete sie Unterstützung bei der südvietnamesischen Operation Lam Son 719.[12]
- Task Force Clearwater:
Die sogenannte Einsatzgruppe Clearwater war ein Bootsverband, der gemeinsam von Army, Navy und Marines betrieben wurde und Infiltration und Waffenschmuggel über die Küste verhindern sollte.[13]
- sämtliche verbliebenen Marine-Corps-Verbände der III Marine Amphibious Force ab März 1970

Zu den Korpstruppen gehörten neben der Hauptquartier-Einheit (Headquarters and Headquarters Company mit 367 Mann) unter anderem die XXIV Corps Artillery (die aus der 108. Artilleriegruppe und sieben Artilleriebataillonen bestand), die 29th Civil Affairs Company, die Company A, 504th Military Police Battalion, die 108th Transportation Company, die 62d Aviation Company, das  7th Psychological Operations Battalion und das 204th Military Intelligence Detachment.

### Kommandeure
MACV Forward / Provisional Corps, Vietnam:
- Lieutenant General William B. Rosson (ab Februar 1968; interim, in Personalunion Befehlshaber der I Field Force, Vietnam)
  - General Creighton W. Abrams (stellvertretender MACV-Befehlshaber, faktischer Kommandeur vor Ort)
- Lieutenant General Richard G. Stilwell (ab Juli 1968)

XXIV Corps:
- Lieutenant General Richard G. Stilwell
- Major General (ab August 1969 Lieutenant General) Melvin Zais (ab Juni 1969)
- Lieutenant General James W. Sutherland, Jr. (ab Juni 1970)
- Lieutenant General Welborn G. Dolvin (ab Juni 1971–Juni 1972)

First Regional Assistance Command:
- Major General Frederick J. Kroesen (ab März 1972)
- Major General Howard H. Cooksey (ab Juni 1972–März 1973)